# Anthurium longissimum
Anthurium longissimum är en kallaväxtart som beskrevs av Henri François Pittier. Anthurium longissimum ingår i släktet Anthurium och familjen kallaväxter.

## Underarter
Arten delas in i följande underarter:
- A. l. longissimum
- A. l. nirguense